# Porto Formoso
Porto Formoso („Schöner Hafen“) ist eine portugiesische Gemeinde (Freguesia) im Kreis (Município) von Ribeira Grande auf der Azoreninsel São Miguel. In ihr leben 1096 Einwohner (Stand 19. April 2021).

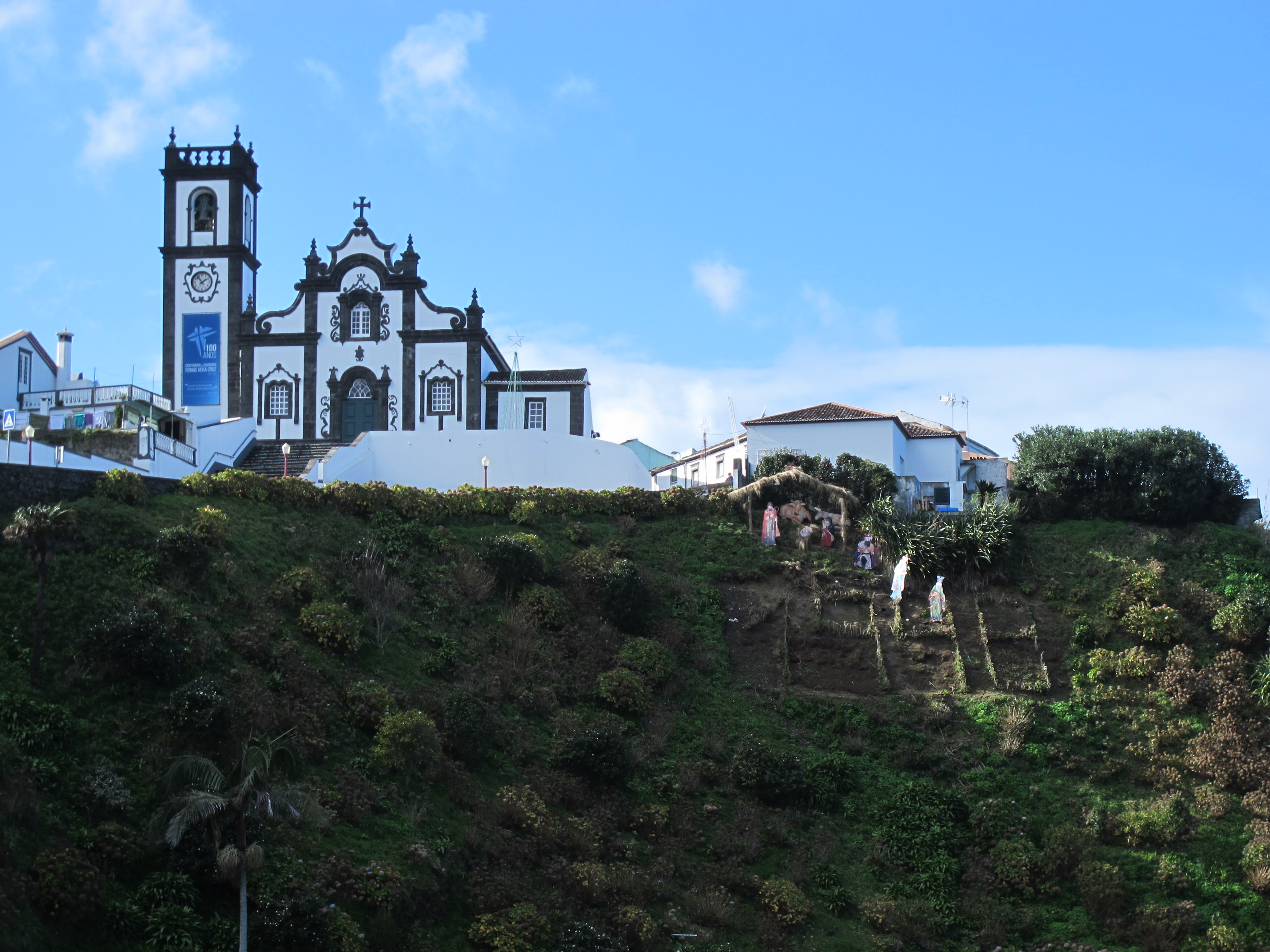
Die Kirche von Porto Formoso

Der Ort hat einen Fischerhafen. Oberhalb des Ortes liegt die mit Hilfe von EU-Geldern im Jahr 2000 wieder eröffnete Teefabrik Chá do Porto Formoso, die auf 6 Hektar schwarzen Tee produziert.